# Ithomiola
Ithomiola is een geslacht van vlinders uit de familie van de prachtvlinders (Riodinidae), onderfamilie Riodininae.
Ithomiola werd in 1865 voor het eerst wetenschappelijk beschreven door C. & R. Felder.

## Soorten
Ithomiola omvat de volgende soorten:
- Ithomiola bajotanos Hall, J, 2005
- Ithomiola buckleyi Hall, J & Willmott, 1998
- Ithomiola calculosa Hall, J & Harvey, 2005
- Ithomiola callixena (Hewitson, 1870)
- Ithomiola cribralis (Stichel, 1915)
- Ithomiola floralis Felder, C & R. Felder, 1865
- Ithomiola neildi (Hall, J & Willmott, 1998)
- Ithomiola nepos (Fabricius, 1793)
- Ithomiola orpheus (Westwood, 1851)
- Ithomiola tanos (Stichel, 1910)
- Ithomiola theages (Godman & Salvin, 1878)